# Susanna (Händel)

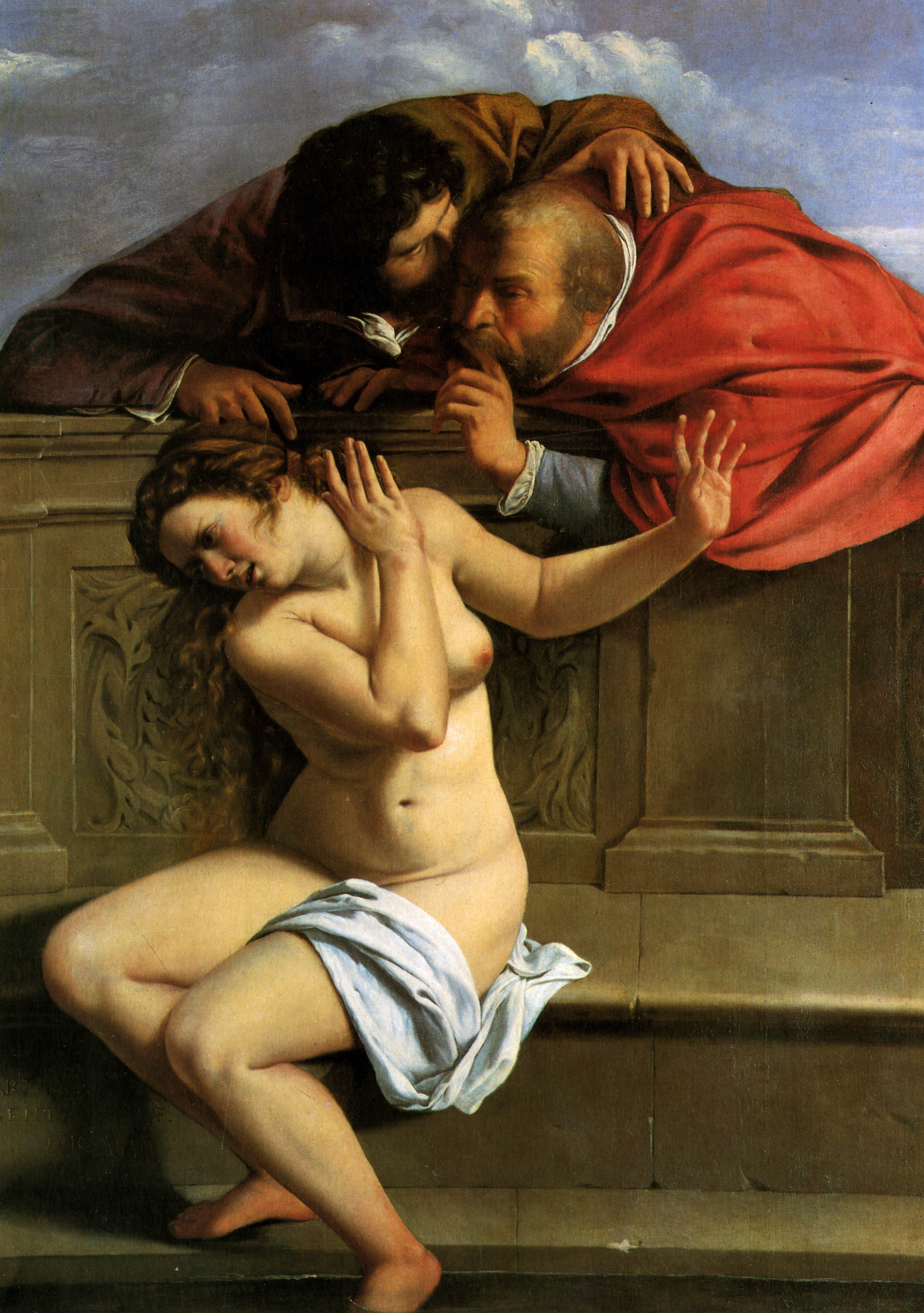
Susanna e i vecchioni di Artemisia Gentileschi

Susanna (HWV 66) è un oratorio di Georg Friedrich Händel, in inglese. Il libretto, fu attribuito in modo discutibile a Newburgh Hamilton, ma ormai si pensa sia stato scritto dal poeta e sceneggiatore Moses Mendes (1690-1758). La storia è basata su quella di Susanna com'è raccontata nel capitolo 13 del libro di Daniele nella Bibbia. Händel compose la musica durante l'estate del 1748 e la prima fu eseguita nella successiva stagione al teatro Covent Garden, a Londra, il 10 febbraio 1749. 
Il tredicesimo capitolo del libro di Daniele, considerato apocrifo dalla tradizione protestante, racconta come, durante la prigionia degli ebrei in Babylon, una giovane donna virtuosa fu falsamente accusata di promiscuità sessuale da due anziani della comunità che, desiderandola, avevano cercato di sedurla. Il profeta Daniele smascherò i due anziani come bugiardi e vendicò Susanna.

## Ruoli
| Ruolo              | Voce      | cast del 1749           |
| ------------------ | --------- | ----------------------- |
| Susanna            | soprano   | Giulia Frasi            |
| Joakim, suo marito | contralto | Caterina Galli          |
| Chelkia, suo padre | basso     | Thomas Reinhold         |
| Daniele            | soprano   | ragazzo anonimo soprano |
| Primo vecchione    | tenore    | Thomas Lowe             |
| Secondo vecchione  | basso     | Thomas Reinhold         |
| Giudice            | basso     |                         |
| Un attendente      | soprano   | Sibilla Gronamann       |
| Coro di Israeliti  |           |                         |
| Coro di Babilonesi |           |                         |
| Coro               |           |                         |

## Trama

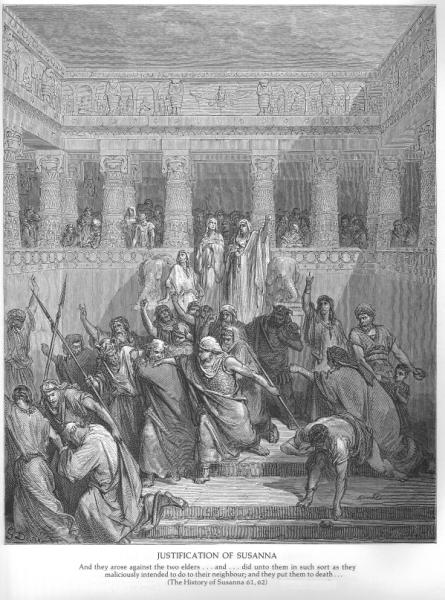
Il profeta Daniele salva Susanna di Gustave Doré

### Atto 1
Gli Israeliti, in coro, lamentano la loro prigionia. Susanna e suo marito Joakim cantano della loro felicità nel matrimonio e il padre di Susanna del suo orgoglio di avere una figlia che è veramente una moglie perfetta. Joakim deve lasciare la città per alcuni giorni e marito e moglie si scambiano i saluti. Due anziani della comunità, entrambi pieni di desiderio per la bella Susanna, tramano un piano per violentarla durante l'assenza del marito. Il coro commenta che tale malvagità richiamerà su di loro l'ira del cielo.

### Atto 2
Joakim, separato dalla moglie, canta di quanto lei gli manca. Susanna, nel frattempo, che soffre il caldo, mancandole anche il marito, cerca sollievo dal sole facendo un bagno in un ruscello nel suo giardino. Viene osservata dai due anziani le cui avances respinge indignata. Essi si vendicano, annunciando alla comunità che hanno sorpreso Susanna in un rapporto sessuale illecito con un giovane e ordinano il suo processo per adulterio. Joakim è angosciato, essendo stato informato di questo per lettera e torna a casa.

### Atto 3

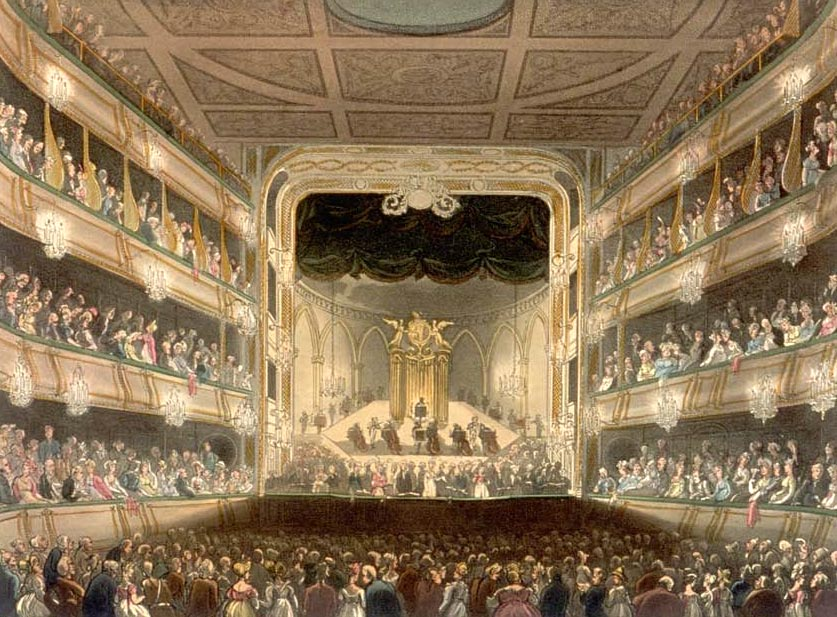
Dipinto del teatro al Covent Garden, dove fu eseguita la prima di Susanna

Susanna è giudicata colpevole e condannata a morte. Il primo anziano finge di essere fortemente afflitto da questa sentenza. Il giovane profeta Daniele, poco più che un ragazzo, si fa avanti dalla folla e chiede di essere autorizzato ad interrogare i due anziani separatamente. Loro forniscono due storie contrastanti su dove e come avessero sorpreso Susanna in un rapporto sessuale illecito e Daniele li denuncia come bugiardi. Gli anziani sono condannati ad essere giustiziati, Susanna è riunito al marito amorevole e ognuno loda la virtù e la castità di Susanna.

## Storia della composizione
Dopo una serie di oratori inglesi patriottici che celebrano la vittoria nelle ribellioni giacobite, tra cui Giuda Maccabeo e Giosuè, Händel si rivolse a uno stile operistico più leggero con Susanna. L'oratorio è orchestrato per una piccola orchestra d'archi con oboi e fagotti, con le trombe che appaiono nella musica solo nei festeggiamenti al termine dell'opera. Alcuni dei pezzi vocali da solista sono nel semplice stile popolare della ballata operistica inglese. Ci sono tocchi di commedia nella caratterizzazione musicale di Händel dei vecchi lascivi, mentre la fermezza, la purezza e il coraggio della protagonista Susanna sono vividamente ritratte. Particolarmente degna di nota è l'aria "Crystal streams", cantata da Susanna mentre desidera il marito assente e cerca sollievo dal caldo estivo facendo il bagno nel torrente del giardino. I potenti cori nel lavoro servono come commento all'azione.

## Registrazioni
| Year | Cast: Susanna, Joacim, Daniel, Chelsias, First Elder, Second Elder                               | Conductor, orchestra and chorus                                                  | Label                                        |
| ---- | ------------------------------------------------------------------------------------------------ | -------------------------------------------------------------------------------- | -------------------------------------------- |
| 1989 | Lorraine Hunt Lieberson, Drew Minter, Jill Feldman, William Parker, Jeffrey Thomas, David Thomas | Nicholas McGegan Philharmonia Baroque Orchestra and U. C. Berkeley Chamber Choir | CD: Harmonia Mundi France Cat: HMU 907030.32 |
| 1999 | Elisabeth von Magnus, Sytse Buwalda, Ruth Holton, Tom Sol, John Elwes, Tom Sol                   | Peter Neumann Collegium Cartusianum and Kölner Kammerchor                        | CD:MDG Cat:332 0945-2                        |